# Haewon et les Hommes
Pour plus de détails, voir Fiche technique et Distribution.
Haewon et les Hommes (hangeul : 누구의 딸도 아닌 해원 ; RR : Nugu-ui ttal-do anin Hae-won) est un film sud-coréen réalisé par Hong Sang-soo, sorti en 2013. Il est présenté en sélection officielle à la Berlinale 2013.

## Synopsis
Hae-won, une jeune et belle étudiante métisse, partagée entre deux cultures, veut mettre fin à la liaison qu’elle entretient avec Seong-jun, ancien réalisateur et l'un de ses professeurs à l'université. Sa mère part s’installer au Canada et la laisse seule. Mélancolique, la jeune femme contacte à nouveau Seong-jun. Le couple rencontre le soir-même des étudiants dans un restaurant et leur relation jusque-là secrète est révélée, au grand désarroi de la jeune femme.

## Fiche technique
- Titre original : 누구의 딸도 아닌 해원, Nugu-ui ttal-do anin Hae-won
- Titre français : Haewon et les Hommes
- Réalisation et scénario : Hong Sang-soo
- Musique : Jeong Yong-jin
- Pays de production :  Corée du Sud
- Langue originale : coréen
- Format : couleur — numérique[1] — Dolby Digital
- Genre : drame et romance
- Durée : 90 minutes
- Date de sortie :
  - Allemagne : 15 février 2013 (Berlinale 2013)
  - Corée du Sud : 28 février 2013
  - France : 3 juillet 2013 (festival Paris Cinéma) ; 16 octobre 2013 (sortie nationale)

## Distribution
- Jung Eun-chae : Hae-won
- Lee Sun-kyun : Seong-jun
- Yoo Joon-sang : Jung-shik
- Ye Ji-won : Yeon-ju
- Kim Ja-ok : Jin-ju
- Kim Eui-sung : Jung-won
- Gi Ju-bong : Hoo-won
- Jane Birkin : elle-même